# كافيا مادهافان
كافيا مادهافان هي ممثلة هندية، ولدت في 19 سبتمبر 1984 في الهند.

## وصلات خارجية
- كافيا مادهافان على موقع IMDb (الإنجليزية)
- كافيا مادهافان على موقع ألو سيني (الفرنسية)
- كافيا مادهافان على موقع أول موفي (الإنجليزية)
- كافيا مادهافان على موقع قاعدة بيانات الفيلم (الإنجليزية)
- كافيا مادهافان على موقع كينوبويسك (الروسية)